# فرانکو خارا
فرانکو خارا (انگلیسی: Franco Jara؛ زادهٔ ۱۵ ژوئیهٔ ۱۹۸۸) بازیکن فوتبال اهل آرژانتین است که در پست مهاجم بازی ‌می‌کند.
وی همچنین در تیم ملی فوتبال آرژانتین بازی کرده‌است.